# Мормонская порнография
Мормонская порнография — поджанр порнографии, связанный с тематикой религии мормонов. Журналист Иша Аран (Isha Aran) пишет, что жанр возник в 2010 году с запуском гей-порносайта MormonBoyz.com, который изображает сексуальные отношения между Старейшинами. На более позднем сайте MormonGirlz.com представлены как гетеросексуальные, так и лесбийские отношения между мормонскими персонажами. Основатель Mormonboyz.com Легран Вулф (англ. Legrand Wolf, псевдоним) заявляет, что окончил Университет Бригама Янга со степенью доктора, а также что ранее был мормоном.
Мормонская порнография изображает как мормонское нижнее белье, так и тайные ритуалы, происходящие в мормонских храмах, как эротические. По словам Арана, Церковь Иисуса Христа Святых последних дней рассматривает мормонскую порнографию как богохульство.